# Everyone's Waiting
"Everyone's Waiting" es el episodio final de la serie de televisión dramática estadounidense Six Feet Under. Es el duodécimo episodio de la quinta temporada y el episodio 63 en general. Fue escrita y dirigida por el creador de la serie Alan Ball, y se emitió originalmente en los Estados Unidos por HBO el 21 de agosto de 2005. En este episodio, los Fisher y sus conocidos deben tomar decisiones con miras al futuro. 
El episodio fue recibido con elogios tanto de los críticos como de los espectadores, y a menudo se cita como uno de los mejores finales de serie en la historia de la televisión.

## Trama
El episodio comienza como ningún otro de la serie: no con una muerte, sino con un nacimiento. Willa Fisher Chenowith nace prematuramente y Brenda está plagada de visiones de Nate, quien transmite indirectamente los temores internos de Brenda de que la niña no sobrevivirá e insiste en que él no puede aceptarlo si ella lo logra y que está "dañada". Ruth permanece al lado de Brenda durante la recuperación de Willa y deja de luchar para mantener a Maya con ella. Más tarde, Brenda tiene una visión de Nate y Nathaniel sosteniendo a Willa, y Nate muestra su amor tanto por Brenda como por su hija, lo que sugiere que Brenda finalmente es positiva para la salud y el bienestar de Willa.
Ruth se hunde aún más en su depresión cuando Brenda recupera a Maya. George intenta consolarla y le promete que la ayudará a superarlo. Ruth recibe ayuda de una llamada telefónica a Maggie cuando ella le dice que Nate estaba feliz la noche que sufrió su derrame cerebral fatal.
Claire vuelve a la fotografía con la ayuda de Ted y luego recibe una llamada telefónica de una empresa de fotografía de archivo en Nueva York diciendo que tienen un puesto para ella como asistente de fotógrafo. Más tarde descubre que Olivier la recomendó para el puesto. Después de encontrar a su madre llorando, dice que se quedará en casa para ayudarla, pero Ruth insiste en que se mude a Nueva York, para no arrepentirse más tarde y decide descongelar el fondo fiduciario creado por su padre para que pueda tener para vivir. Más tarde, Claire descubre que la empresa fotográfica consolidó sus operaciones y su puesto ya no está disponible. Mientras considera cancelar su viaje, Nate le dice que tiene que irse de todos modos, como lo hizo él años antes cuando se mudó a Seattle sin garantía de empleo.
Por sugerencia de Keith, David acepta salir temporalmente de casa para poder recuperarse de la pérdida de su hermano y regresa a la funeraria. Durante una pesadilla, Nathaniel lo confronta acerca de considerar dejar el negocio y su sexualidad. Luego se enfrenta al atacante con un suéter rojo con capucha que ha plagado sus pensamientos recientes. Esta vez, David se defiende y finalmente ve su propio rostro, lo que le permite dejar atrás su pasado.
Rico, desilusionado por la dirección que han estado tomando Fisher y Díaz, anima a David a vender la funeraria ya que ha valorado el negocio y se da cuenta de que su participación del 25% vale 500.000 dólares, que él y Vanessa quieren usar para comprar su propia funeraria. David inicialmente está de acuerdo, pero cambia de opinión después de que en su visión de su padre, le dice que el negocio es su derecho de nacimiento. En cambio, David y Keith compran la participación del 25% de Rico utilizando los ahorros de toda la vida de Keith, liberando a la familia Díaz para emprender su propia empresa. Brenda también acepta darles a David y Keith todo el tiempo que necesiten para comprar su parte, que heredó de Nate. Keith y David se mudan a la funeraria con sus hijos Durell y Anthony y la redecoran. Inicialmente, Ruth planea mudarse con George, pero cambia de opinión y se muda con su hermana mientras continúa su relación con George en residencias separadas.
La familia Fisher extendida (excepto la familia Diaz que tiene su propia cena familiar para celebrar la compra) tiene una cena de despedida para Claire donde recuerdan a Nate, cuentan historias y brindan por su memoria. A la mañana siguiente, Claire se despide entre lágrimas de su familia y se dirige hacia su futuro.
Mientras Claire conduce, el episodio y la serie termina con avances de acontecimientos importantes en la vida de los personajes principales y, en última instancia, sus muertes.
Con el paso del tiempo, se ve a Ruth disfrutando de la vida en Topanga; David le enseña a Durrell sobre embalsamamiento; la extensa familia Fisher celebra el cumpleaños de Willa; y David y Keith se casan. Ruth muere en 2025 de vejez en el hospital, con David, Claire y George a su lado. Ve a su difunto esposo Nathaniel y a su hijo Nate antes de morir. Ted aparece sin previo aviso en el funeral de Ruth, reavivando su relación con Claire y casándose tiempo después. Keith es asesinado a tiros en 2029 por ladrones mientras salía de un camión blindado propiedad de la empresa de seguridad que lleva su nombre. En una reunión familiar en 2044, David muere de un ataque al corazón después de tener una visión de un joven Keith sonriéndole. Mientras estaba en un crucero con Vanessa en 2049, Rico sufre un infarto y colapsa. Brenda muere de vejez en 2051 en su casa mientras su hermano Billy le habla sobre Claire y Ted. Finalmente, en 2085, después de haberlos sobrevivido a todos, Claire muere a la edad de 102 años en su propia casa, con fotografías de su familia adornando sus paredes.

## Recepción
En 2006, el episodio recibió cinco nominaciones a los premios Primetime Emmy en la edición de 2006. El creador Alan Ball fue nominado a Mejor Guion de Serie Dramática y Mejor Dirección de Serie Dramática; también fue nominado a Mejor Dirección de Arte por una Serie con una Sola Cámara y Mejor Peluquería para una Serie. Ganaría por Maquillaje Prótesis Sobresaliente para Serie, Miniserie, Película o Especial. 
TV Guide clasificó el episodio en el puesto 22 en su lista de "Los 100 mejores episodios de televisión de todos los tiempos" y también lo nombró uno de los mejores momentos televisivos de la década.   Entertainment Weekly lo incluyó en su lista de "lo mejor" de finales de la década, diciendo: "Finalizar un programa aclamado es prácticamente una propuesta sin salida (por ejemplo, Los Soprano). Pero la coda de 2005 de Alan Ball destiló todo lo que habíamos aprendido sobre la vida y la muerte después de cinco temporadas con los Fisher". 
En 2011, el final ocupó el puesto número 8 en el especial de TV Guide Network, TV's Most Unforgettable Finales.  El montaje de cierre del final fue parodiado directamente en el final de la temporada 29 de Los Simpson.